# مارک جوبا
مارک جوبا (لهستانی: Marek Dziuba؛ زادهٔ ۱۹ دسامبر ۱۹۵۵) بازیکن فوتبال اهل لهستان بود.
از باشگاه‌هایی که در آن بازی کرده‌است می‌توان به باشگاه فوتبال سنت ترویدنس و باشگاه فوتبال ویدزف ووچ اشاره کرد.
وی همچنین در تیم ملی فوتبال لهستان بازی کرده‌است.